# Блум, Эберхард
Эберхард Блум (нем. Eberhard Blum, 1919—2003) — государственный деятель ФРГ, президент БНД в 1982—1985 годах.

## Биография
Участник Второй мировой войны, в вермахте дослужился до звания капитана. С 1947 года работал в организации Гелена (предшественнице БНД) личным помощником Р.Гелена. С 1961 по 1964 годы Блум возглавлял отдел кадров БНД, с 1964 по 1968 годы работал резидентом БНД в Лондоне. С 1968 по 1970 годы возглавлял IV отдел в штаб-квартире БНД в Пуллахе, в 1970 году переведён в Вашингтон в качестве резидента. Этот пост он занимал до своего назначения на пост президента БНД 27 декабря 1982 года.
Был женат на Габриэле фон Гусманн, в браке у них было трое детей. Сын Э.Блума — экономист Ульрих Блум.